# Орсон Веллс
Джордж О́рсон Ве́ллс (англ. George Orson Welles; 1915—1985) — американський кінорежисер, сценарист, актор і продюсер, який активно працював у кіно, театрі, телебаченні та радіо.
Відомий своїм новаторством у театрі та кіно, Орсон Веллс знаний як один із найдосконаліших драматичних акторів двадцятого століття, особливо у своїх ранніх роботах, навіть незважаючи на складні відносини з Голлівудом. Його відмінний режисерський стиль відзначається багаторівневими, нелінійними формами оповіді, використанням інноваційного освітлення й світлотіні, унікальних кутів камери, запозичених із радіометодів та глибоких фокусних кадрів. Веллс за свою довгу кар'єру в кіно зазнав чимало утисків з боку великих студій щодо художнього стилю й техніки, через що багато з його фільмів було сильно відредаговано, а деякі з них узагалі не випускали на екран. Його було прославлено як «креативного художника» і як «останнього автора».
Орсон Веллс уперше здобув національну та міжнародну популярність як режисер і відник 1938-го, коли створив радіоспектакль за романом Герберта Веллса «Війна світів». Тим часом презентовано драму з антології «Театр Меркурія в повітрі» (Mercury Theatre on the Air).
«Громадянин Кейн» (1941), його перший фільм з «RKO Pictures», у якому Орсон Веллс знявся в знаменитій ролі Чарльза Фостера Кейна, часто вважається одним із найкращих фільмів всіх часів і народів. Деякі з його фільмів, у тому числі «Чарівні Амберсони» (The Magnificent Ambersons) (1942), «Дотик зла» (Touch of Evil) (1958), «Опівнічні дзвони (Фальстаф)» (Chimes at Midnight) (1965), також уважають за беззаперечні шедеври.
У 2002 році, у результаті двох окремих опитуваннь серед режисерів і критиків, що їх здійснив Британський інститут кінематографії (British Film Institute), Орсона Веллса було названо найвидатнішим режисером в історії кіно. Крім того, Орсон Веллс увійшов у список AFI 100 років…100 зірок (100 Years…100 Stars), де посів 16 сходинку; таким чином його визнали одним із найкращих американських акторів.

## Молодість і кар'єра
Орсон Веллс народився 6 травня 1915 року, у місті Кеноша, штат Вісконсин та був підданим Римської католицької церкви. Незважаючи на статки батьків, Веллс зазнав багато труднощів у дитинстві. У 1919 році його батьки розлучилися і переїхали до Чикаго. Батько, Річард, який заробив свій статок як винахідник популярних ламп для велосипедів, став алкоголіком та перестав працювати. Мати Веллса, Беатріс (від народження Айвз), була піаністкою та грала під час лекцій доктора Дадлі Вотсона в Чиказькому Художньому Інституті (Art Institute of Chicago) на підтримку сина і себе. Беатріс померла від жовтяниці 10 травня 1924 року в лікарні Чикаго, через чотири дні після дев'ятого дня народження Веллса. Після смерті матері Веллс перестав цікавитися музикою. Він був доправлений до доктора Дадлі Вотсона та жив з його родиною в будинку батька доктора Уотсона «Трілліум Dell», на Маршман проспекті в Гайленд-Парк, штат Іллінойс. У 10 років Орсон із третьою дочкою доктора Вотсона, Марджорі (того ж віку), втекли з дому. Вони були знайдені через тиждень: співали і танцювали заради грошей на розі вулиці в Мілвокі. Батько помер, коли Орсону було 15 років. Після закінчення школи для хлопчиків (Todd Seminary for Boys) — незалежної школи у Вудстоці, штат Іллінойс, Моріс Бернстайн, лікар з Чикаго, став його опікуном.
До школи Веллс прийшов під впливом Роджера Гілла, викладача, який згодом став директором. Гілл ввів Веллса в специфічне освітнє середовище та надав йому неоціненну допомогу своїм творчим досвідом, що дозволило Веллсу зосередити увагу на предметах, які його цікавили. Веллс поставив перші театральні експерименти та постановки саме в школі.
Після смерті батька Веллс подорожував Європою з невеликою сумою успадкованих грошей. Пізніше Веллс розповідав, що під час мальовничої подорожі Ірландією, він завітав до Гейт-театру у Дубліні та стверджував, що він зірка Бродвею. Менеджер Гейт-театру Хілтон Едвардс пізніше сказав, що не повірив йому, але був вражений його нахабством та деякою емоційністю під час його прослуховування. Веллс дебютував на сцені Гейт-театру в 1931 році, виступаючи у ролі єврея Зюсса Герцога. Він виступав із великим успіхом, якого досяг у Сполучених Штатах. Дуже добре також грав допоміжні ролі. Після повернення в США, він зрозумів, що його слава недовговічна, і звернувся до написання проекту в школу Тодд. Веллс побував у Північній Африці, працюючи над ілюстраціями до книги Everybody's Shakespeare, які залишалися у пресі протягом десятиліть.
У 1935 Веллс працював на радіо в Манхеттені з багатьма акторами, які пізніше складуть ядро його театру.
Він одружився з уродженкою Чикаго, актрисою Вірджинією Ніколсон в 1934 році. У подружжя була одна дочка, Крістофер. Повернувшись в Америку, Веллс, завдяки протекції письменника Торнтона Уайлдера, влаштувався актором в пересувну театральну трупу, а 14 квітня 1936 року в театрі «Лафайєт» відбулася скандальна прем'єра вистави «Макбет» в його постановці.
У 1937 році Веллс і продюсер Джон Хаузмен організували на Бродвеї власну антрепризу — «Меркьюрі-тіетр» (Mercury Theatre). Тут Веллс домігся міжнародного визнання за новаторський для того часу підхід до постановки шекспірівського «Юлія Цезаря»: одягнені в сучасні костюми актори грали на сцені без декорацій, освітлені химерним світлом.
У 1938 році трупа «Меркьюрі-тіетр» стала виступати з щотижневими радіоспектаклями на каналі CBS. Радіотеатр відкрився постановкою «Дракули» Брема Стокера. Незабаром Веллс здійснив радіовиставу за романом Герберта Веллса «Війна світів», зробивши пародію на радіорепортаж з місця подій. Дію було перенесено в «зараз», в 30 жовтня (переддень Дня всіх святих, коли прийнято лякати і розігрувати оточуючих) 1938 року в штат Нью-Джерсі. З шести мільйонів чоловік, що слухали трансляцію, один мільйон повірив у реальність того, що відбувається. Виникла масова паніка, десятки тисяч людей кидали свої будинки (особливо після призову нібито президента Рузвельта зберігати спокій), дороги були забиті біженцями, американці кинулися якнайдалі від Нью-Джерсі, а моторизована поліція, навпаки, була спрямована в Нью-Джерсі. Телефонні лінії були паралізовані: тисячі людей повідомляли про нібито побачених кораблів марсіан. На флоті були скасовані звільнення на берег. Згодом владі знадобилося 6 тижнів на те, щоб переконати населення в тому, що нападу не відбувалося. Після постановки радіошоу набуло скандальну популярність, і в грудні того ж року його спонсором стала компанія «Кемпбелл Суп» (Campbell Soup). Радіотеатр змінив назву на «Кемпбелл Плейхаус» (Campbell Playhouse). Завдяки спонсорській підтримці, бюджет дозволив запрошувати для участі в постановках зірок театру і кіно, таких як Лоуренс Олів'є, Лайонел Беррімор та інші (зворотним боком спонсорської підтримки стала необхідність включати в кожен випуск по три і більше реклами супів Кемпбелл). В цілому, Веллс взяв участь в 78 постановках (з них 56 в рамках «Кемпбелл Плейхаус»), після чого змушений був покинути шоу в кінці березня 1940 року через неможливість поєднувати участь в радіоспектаклях з роботою в кіно. Після відходу Веллса постановки продовжували виходити протягом ще одного сезону.
Молодим режисером зацікавився Голлівуд. Веллс вимагав контракту, що забезпечує йому творчу свободу. Після довгих переговорів такий контракт був підписаний. На студії «РКО» 24-річний Веллс отримав унікальну можливість бути одночасно і автором, і актором, і режисером.
Щоправда, незабаром з'ясувалося, що теми, які цікавили Веллса, «не годилися», його сценарії не подобалися, знаменитості відмовлялися у нього зніматися, а керівництво студії не вирішувалося фінансувати картину без кінозірок. 
Протягом одинадцяти місяців точилися суперечки. Втім, Веллс не втрачав часу і напружено вивчав кінотехніку і кіномистецтво.
До кінця липня 1939 він приступив до зйомок фільму «Громадянин Кейн». На всі основні ролі Орсон запросив акторів театру «Меркюрі». У жовтні 1940 року Веллс завершив роботу над фільмом. На загальну думку, дебютна робота 25-річного режисера стала тим єдиним фільмом, який після приходу звуку в кіно справив значний вплив на світовий кінематограф. Розповідаючи історію Кейна, Веллс і його співавтор Герман Манкевич багато почерпнули з біографії газетного магната Вільяма Рендольфа Херста. Дізнавшись про це, мільярдер обіцяв продюсерам великі гроші, якщо вони знищать негатив. Фільм проте вийшов в прокат, але газети Херста зробили все, щоб його потопити. Студія втратила 150 тисяч доларів.
Зйомку своєї другої картини — «Чудові Емберсони» (1942) — Веллс закінчив в той час, коли падали бомби на Перл Харбор. Потім він взяв участь як актор, сценарист і продюсер в створенні детективного фільму «Подорож в страх».
У цей час у Голлівуді проводили боротьбу з марнотратством. З «Емберсонів», ще не змонтованих, вирізали (без відома автора) кілька важливих сцен і оголосили фільм комерційним провалом. Веллса зобов'язали сплатити переробки «Подорожі в страх» і грубо виставили за двері «РКО».
Веллс продовжував працювати на радіо як автор і актор (а під час війни і як публіціст-оглядач), брав участь у концертах для солдат — він показував фокуси. 7 червня 1944, всього через добу після висадки союзників, Орсон вів захоплюючий репортаж з Нормандії.
Веллс був лібералом лівого спрямування і підтримував прогресивні перетворення президента Рузвельта як член його знаменитого «мозкового тресту». Президент навіть радився з ним з приводу своїх промов. Орсон брав участь у передвиборній компанії Рузвельта.
З січня 1945 року Веллс вів рубрику політичних новин у ряді центральних газет, а після війни поєднував роботу в театрі з діяльністю на телебаченні.
Нарешті завдяки особистій підтримці відомого продюсера Семюеля Спігеля, йому вдалося повернутися на кіностудію постановником. Щоправда, умови були жорсткі: Спігель контролював не лише монтаж, але і зйомки. Можливо, саме з цієї причини антифашистський фільм «Чужинець» (1946) не став найкращим твором Веллса.
У 1948 році Орсон отримав можливість поставити ще дві картини: «Леді з Шанхаю» і «Макбет». Після невдалого прокату обох картин режисер був змушений переїхати до Європи.
Нова сторінка творчості Веллса відкрилася 1962 роком. Протягом п'яти наступних років йому вдалося зняти три фільми, процес створення яких він контролював на всіх стадіях, від сценарію до остаточного монтажу: «Процес» (1962), «Опівнічні дзвони» («Фальстаф», 1966) і «Безсмертна історія» (1967).
У 1975 році на екрани вийшов художньо-документальний фільм «Ф як фальшивка» (1975), який став останньою великою роботою майстра.
Веллс виконував головні ролі у всіх своїх фільмах, грав також у картинах інших режисерів. Однією з його найвідоміших акторських робіт стала роль Гаррі Лайма — жвавого і безпринципного ділка, який спекулює в роки війни на «чорному ринку» («Третя людина» — The Third Man, 1949).
Помер в Лос-Анджелесі 10 жовтня 1985 року від інфаркту.

## Особисте життя
Орсон Веллс офіційно був тричі одружений. Перший шлюб з акторкою Вірджинією Ніколсон був зареєстрований у 1934 році. Пара розлучилася у 1940. У них народилася дочка Крістофер 27 березня 1938 року. Наступним захопленням Орсона стала мексиканська акторка Долорес дель Ріо. Та стосунки протримались лише два роки. У 1943-му він одружився з Рітою Гейворт. У них народилась донька Ребекка. Ріта подала на розлучення у 1949 році. Третьою та останньою дружиною стала італійська акторка Паола Морі. Вони зустрілись влітку 1952 року, через три роки пара побралася. У 1961 році Веллс на зйомках стрічки «Процес» знайомиться з хорватською акторкою Ойєю Кодар. Дружина не стала завадою для початку стосунків між закоханими. Вони тривали до смерті Веллса у 1985 році.

## Режисерський стиль
Характерним для творчості Веллса є часте використання дзеркальних відображень і тіней.
«Я хочу представити вам фільм про шахрайство, про фальсифікації, про брехню. Будь-яка історія, якби її було розказано на ринку, біля каміна або в кіно, майже гарантовано брехлива, але обіцяю вам, що на цей раз все буде інакше. Все, що ви почуєте від нас протягом наступної години, буде правдою, заснованою на перевірених фактах».- про фільм «Ф як Фальшивка».
«Уже в „Громадянинові Кейні“, але з іще більшою силою в наступних картинах Орсона Веллса виражено його надзвичайно особисте, відкрите і благородне бачення світу». — Франсуа Трюффо.
"Орсон Веллс, цей примхливий геній, усюди дотримується особистого інтересу і прямо каже нам таке: «Прошу вибачення за те, що я негідник; моєї провини немає в тому, що я геній; я вмираю, любіть мене». — Франсуа Трюффо.
У 2018 році похідний прикметник від прізвища режисера Wellesian було включено до Оксфордського словника англійської мови.

## Культурний вплив

### На кіно
- «…» Чудових Емберсонів «я подивився на кілька років раніше і довго був під сильним враженням. А побачивши „Громадянина Кейна“, був настільки ж ошелешений, як і всі навколо». — Федеріко Фелліні.
- "Мої улюблені фільми Веллса — "Леді з Шанхаю "і, звичайно ж, "Печать зла «. Приголомшливий фільм! Я часто повертаюся до нього, ми кілька разів переглядали його разом з Томом Еллінгом. А ще я маю слабкість до „Леді з Шанхаю“, напевно, через всіх цих фокуси з дзеркальними відображеннями. Сцена в залі з дзеркалами просто геніальна, її цитує Вуді Аллен у фільмі „Загадкове вбивство в Манхеттені“». — Ларс фон Трієр.

### На музику
Крім кінофільмів, внесок Веллса є і в музиці. Американський хеві-метал-колектив Manowar вставив його голос у свої пісні «Dark Avenger» і «Defender». У цих піснях Веллс виступає як оповідач. «Dark Avenger» вийшов в 1982-му році в альбомі «Battle Hymns». «Defender» продовжує існувати в 2-х версіях. Оригінальна версія була записана орієнтовно в 1983 році, натомість альбомна, перероблена, вийшла вже в 1987 році з альбомом «Fighting The World», вже після смерті самого Веллса.
Крім того, голос Орсона Веллса можна почути і в альбомі відомої артрок-групи Alan Parsons Project Tales of Mystery and Imagiation (оновлене CD-перевидання 1987 року), де він також виступив в ролі оповідача.

## Фільмографія

### Актор
| Рік       |     | Українська назва                 | Оригінальна назва                          | Роль                                  |
| --------- | --- | -------------------------------- | ------------------------------------------ | ------------------------------------- |
| 1934      | кф  | Серця на схилі років             | The Hearts of Age                          | Смерть                                |
| 1938      | ф   | Занадто багато Джонсона          | Too Much Johnson                           | Кейстон Коп                           |
| 1939      | кф  | Зелена богиня                    | The Green Goddess                          | Раджа / оповідач                      |
| 1940      | ф   | Швейцарська сім'я Робінзонів     | Swiss Family Robinson                      | оповідач                              |
| 1941      | ф   | Громадянин Кейн                  | Citizen Kane                               | Чарльз Фостер Кейн                    |
| 1942      | ф   | Чудові Емберсони                 | The Magnificent Ambersons                  | оповідач                              |
| 1943      | ф   | Подорож в страх                  | Journey Into Fear                          | Полковник Хакі                        |
| 1943      | ф   | Джейн Ейр                        | Jane Eyre                                  | Едвард Рочестер                       |
| 1946      | ф   | Вічне завтра                     | Tomorrow Is Forever                        | Джон Ендрю Макдональд / Ерік Кесслер  |
| 1946      | ф   | Чужинець                         | The Stranger                               | Професор Чарльз Ранкин                |
| 1946      | ф   | Дуель під сонцем                 | Duel in the Sun                            | оповідач                              |
| 1947      | ф   | Леді з Шанхаю                    | The Lady from Shanghai                     | Майкл О'Хара                          |
| 1948      | ф   | Макбет                           | Macbeth                                    | Макбет                                |
| 1949      | ф   | Чорна магія                      | Black Magic                                | Джозеф Бальзамо / граф Каліостро      |
| 1949      | ф   | Третя людина                     | The Third Man                              | Гаррі Лайм                            |
| 1949      | ф   | Підступний лис Борджіа           | Prince of Foxes                            | Чезаре Борджіа                        |
| 1950      | ф   | Чорна троянда                    | The Black Rose                             | Баян                                  |
| 1952      | ф   | Отелло                           | The Tragedy of Othello: The Moor of Venice | Отелло                                |
| 1952      | ф   | Остання справа Трента            | Trent's Last Case                          | Сігсбі Мандерсон                      |
| 1953      | ф   | Людина, звір і доброчесність     | L'uomo, la bestia e la virtù               | Капітан Перелла — Звір                |
| 1953      | кф  | Повернення в Гленнаскол          | Return to Glennascaul                      | оповідач                              |
| 1953      | с   | Збірник                          | Omnibus                                    | Король Лір                            |
| 1954      | ф   | Таємниці Версаля                 | Si Versailles m'était conté                | Бенджамін Франклін                    |
| 1954      | ф   | Неприємності в долині            | Trouble in the Glen                        | Sanin Cejador y Mengues               |
| 1955      | ф   | Три випадки вбивства             | Three Cases of Murder                      | лорд Монтдгаго                        |
| 1955      | ф   | Наполеон                         | Napoléon                                   | Сер Гадсон Лоу                        |
| 1955      | ф   | Містер Аркадін                   | Mr. Arkadin                                | Григорій Аркадін                      |
| 1955      | тф  | Репетиція Мобі Діка              | Moby Dick Rehearsed                        | актор-менеджер / Батько Мапл / Ахав   |
| 1956      | с   |                                  | Ford Star Jubilee                          | Оскар Яффі                            |
| 1956      | с   | Я люблю Люсі                     | I Love Lucy                                | Орсон Веллс                           |
| 1956      | ф   | Мобі Дік                         | Moby Dick                                  | Батько Мапл                           |
| 1957      | ф   | Людина в тіні                    | Man in the Shadow                          | Вергілій Ренхлер                      |
| 1958      | ф   | Довге спекотне літо              | The Long, Hot Summer                       | Вілл Варнер                           |
| 1958      | ф   | Печать зла                       | Touch of Evil                              | капітан поліції Генк Куінлан          |
| 1958      | ф   | Вікінги                          | The Vikings                                | оповідач                              |
| 1958      | ф   | Пригоди південних морів          | South Seas Adventure                       | оповідач                              |
| 1958      | ф   | Коріння неба                     | The Roots of Heaven                        | Су Седжвік                            |
| 1958      | док | Савана і джунглі                 | Les seigneurs de la forêt                  | оповідач                              |
| 1958      | кф  | Фонтан молоді                    | The Fountain of Youth                      | оповідач                              |
| 1959      | кф  | Висотна подорож                  | High Journey                               | оповідач                              |
| 1959      | ф   | Насильство                       | Compulsion                                 | Джонатан Вільк                        |
| 1959      | ф   | Пором в Гонконг                  | Ferry to Hong Kong                         | Капітан Гарт                          |
| 1960      | ф   | Давид і Голіаф                   | David e Golia                              | Цар Саул                              |
| 1960      | ф   | Тріщина в дзеркалі               | Crack in the Mirror                        | Hagolin / Lamerciere                  |
| 1960      | тф  | Арабська ніч                     | An Arabian Night                           | оповідач                              |
| 1960      | ф   | Аустерліц                        | Austerlitz                                 | Роберт Фултон                         |
| 1961      | ф   | Ла Файетт                        | La Fayette                                 | Бенджамін Франклін                    |
| 1961      | ф   | Татари                           | I tartari                                  | Бурундай                              |
| 1961      | ф   | Цар царів                        | King of Kings                              | оповідач                              |
| 1962      | ф   | Процес                           | Le procès                                  | адвокат Альберт Гастлер / оповідач    |
| 1963      | ф   | РоГоПаГ                          | Ro.Go.Pa.G.                                | Директор                              |
| 1963      | ф   | Дуже важливі персони             | The V.I.P.s                                | Макс Буда                             |
| 1964      | док | Прекрасні години                 | The Finest Hours                           | оповідач                              |
| 1965      | кф  | Острів скарбів                   | La isla del tesoro                         | Джон Сільвер                          |
| 1965      | кф  | Острів скарбів                   | Treasure Island                            | Джон Сільвер                          |
| 1965      | ф   | Казкова пригода Марко Поло       | La fabuleuse aventure de Marco Polo        | Акерман, викладач Марко               |
| 1965      | ф   | Опівнічні дзвони                 | Campanadas a medianoche                    | Фальстаф                              |
| 1966      | ф   | Чи горить Париж?                 | Paris brûle-t-il?                          | консул Швеції Рауль Нордлінг          |
| 1966      | ф   | Людина на всі часи               | A Man for All Seasons                      | кардинал Волсі                        |
| 1967      | ф   | Казино Рояль                     | Casino Royale                              | Шифр                                  |
| 1967      | ф   | Моряк з Гібралтару               | The Sailor from Gibraltar                  | Луї де Мозамбік                       |
| 1967      | ф   | Я ніколи не забуду це ім'я       | I'll Never Forget What's'isname            | Джонатан Лют                          |
| 1968      | тф  | Безсмертна історія               | Histoire immortelle                        | містер Чарльз Клей                    |
| 1968      | ф   | Цар Едіп                         | Oedipus the King                           | Тирезій                               |
| 1968      | ф   | Картковий будиночок              | House of Cards                             | Leschenhaut                           |
| 1968      | ф   | Битва за Рим                     | Kampf um Rom I                             | Імператор Юстиніан                    |
| 1969      | ф   | Багаття                          | To Build a Fire                            | оповідач                              |
| 1969      | ф   | Тепепа                           | Tepepa                                     | полковник Каскорро                    |
| 1969      | ф   | Битва за Рим 2                   | Kampf um Rom II - Der Verrat               | Юстиніан                              |
| 1969      | ф   | Південна зірка                   | The Southern Star                          | Планкетт                              |
| 1969      | ф   | Битва на Неретві                 | Bitka na Neretvi                           | сенатор четників                      |
| 1969      | ф   | Один з тринадцяти                | 12 + 1                                     | Моріс Маркау                          |
| 1969      | тф  | Венеціанський купець             | The Merchant of Venice                     | Шейлок                                |
| 1970      | ф   | Кремлівський лист                | The Kremlin Letter                         | Бреснавіч                             |
| 1970      | ф   | Починайте революцію без мене     | Start the Revolution Without Me            | оповідач                              |
| 1970      | ф   | Виверт-22                        | Catch-22                                   | генерал Дрідл                         |
| 1970      | ф   | Ватерлоо                         | Waterloo                                   | Людовік XVIII                         |
| 1970      | ф   | Глибина                          | The Deep                                   | Расс Брюер                            |
| 1970      | с   | Найменування гри                 | The Name of the Game                       | оповідач                              |
| 1970      | мф  | Чи завжди правильно бути правим? | Is It Always Right to Be Right?            | оповідач                              |
| 1970      | тф  | На цій скелі                     | Upon This Rock                             | Мікеланджело                          |
| 1970      | кф  | Золотий медовий місяць           | The Golden Honeymoon                       |                                       |
| 1971      | кф  | Лондон                           | London                                     | Вінстон Черчілль / Джордж Бернард Шоу |
| 1971      | с   | Нічна галерея                    | Night Gallery                              | оповідач                              |
| 1971      | мф  | Річка свободи                    | Freedom River                              | оповідач                              |
| 1971      | ф   | Мальпертюі                       | Malpertuis                                 | Кассавіус                             |
| 1971      | ф   | Безпечне місце                   | A Safe Place                               | Маг                                   |
| 1971      | ф   | Жахлива декада                   | La décade prodigieuse                      | Тео Ван Горн                          |
| 1972      | ф   | Некромантія                      | Necromancy                                 | містер Като                           |
| 1972      | ф   | Треба знати, де твій кролик      | Get to Know Your Rabbit                    | містер Деласандро                     |
| 1972      | ф   | Острів скарбів                   | Treasure Island                            | Джон Сільвер                          |
| 1972      | тф  | Людина, яка прийшла до обіду     | The Man Who Came to Dinner                 | Шерідан Вайтсайд                      |
| 1973      | с   | Найбільші таємниці               | Great Mysteries                            | ведучий                               |
| 1973      | ф   | П'ятий наступ                    | Sutjeska                                   | Вінстон Черчілль                      |
| 1974      | ф   | Десять негренят                  | Ein Unbekannter rechnet ab                 | Оуен                                  |
| 1975      | мф  | Ріккі-Тіккі-Таві                 | Rikki-Tikki-Tavi                           | оповідач / Наг / Чучундра             |
| 1976      | ф   | Подорож знедолених               | Voyage of the Damned                       | Хосе Естедес                          |
| 1977      | ф   | Гарячі завтрашні дні             | Hot Tomorrows                              | Парклоун                              |
| 1977      | ф   | Дехто називає це жадібність      | Some Call It Greed                         | оповідач                              |
| 1977      | мф  |                                  | Rime of the Ancient Mariner                | оповідач                              |
| 1977      | тф  | Одного разу на Різдво            | It Happened One Christmas                  | Генрі Ф. Поттер                       |
| 1978      | тф  | Жінка на ім'я Мойсей             | A Woman Called Moses                       | оповідач                              |
| 1978      | ф   | Велика битва                     | Il grande attacco                          | оповідач                              |
| 1979      | ф   |                                  | The New Media Bible: Book of Genesis       | оповідач                              |
| 1979      | ф   | Фільм Маппетів                   | The Muppet Movie                           | Лью Лорд                              |
| 1979      | ф   | Подвійний МакГаффін              | The Double McGuffin                        | оповідач                              |
| 1980      | ф   | Таємниця Ніколи Тесли            | Tajna Nikole Tesle                         | Дж.П. Морган                          |
| 1980      | кф  | Нефрит                           | The Greenstone                             | оповідач                              |
| 1980      | с   | Сьоґун                           | Shogun                                     | оповідач                              |
| 1981      | с   | Розповіді про Клондайк           | Tales of the Klondike                      | оповідач                              |
| 1981—1983 | с   | Приватний детектив Магнум        | Magnum, P.I.                               | Робін Мастерс                         |
| 1981      | ф   | Людина, яка бачила майбутнє      | The Man Who Saw Tomorrow                   | оповідач                              |
| 1981      | ф   | Всесвітня історія, частина 1     | History of the World: Part I               | оповідач                              |
| 1982      | кф  |                                  | Wagner e Venezia                           | Ріхард Вагнер                         |
| 1982      | ф   | Метелик                          | Butterfly                                  | Суддя Раух                            |
| 1982      | ф   | Фарс                             | Slapstick (Of Another Kind)                | батько іноземця                       |
| 1983      | ф   | Гарячі гроші                     | Hot Money                                  | шериф Пейслі                          |
| 1984      | ф   | Де Парсифаль?                    | Where Is Parsifal?                         | Клінгзор                              |
| 1984      | мф  |                                  | Gurikku no bouken                          | Піппо                                 |
| 1986      | мф  | Трансформери                     | The Transformers: The Movie                | Унікрон                               |
| 1987      | ф   | Кого-небудь любити               | Someone to Love                            | друг Денні                            |

### Режисер, продюсер, сценарист
| Рік  |     | Українська назва                | Оригінальна назва                          | Роль                           |
| ---- | --- | ------------------------------- | ------------------------------------------ | ------------------------------ |
| 1934 | кф  | Серця на схилі років            | The Hearts of Age                          | режисер, сценарист             |
| 1938 | ф   | Занадто багато Джонсона         | Too Much Johnson                           | режисер, сценарист, продюсер   |
| 1939 | кф  | Зелена богиня                   | The Green Goddess                          | режисер, сценарист, продюсер   |
| 1941 | ф   | Громадянин Кейн                 | Citizen Kane                               | режисер, сценарист, продюсер   |
| 1942 | ф   | Чудові Емберсони                | The Magnificent Ambersons                  | режисер, сценарист, продюсер   |
| 1943 | ф   | Джейн Ейр                       | Jane Eyre                                  | продюсер                       |
| 1943 | кф  | Історія Самби                   | The Story of Samba                         | режисер, сценарист, продюсер   |
| 1943 | ф   | Подорож в страх                 | Journey Into Fear                          | режисер, продюсер              |
| 1946 | ф   | Чужинець                        | The Stranger                               | режисер, сценарист             |
| 1947 | ф   | Месьє Верду                     | Monsieur Verdoux                           | сценарист (заснований на ідеї) |
| 1947 | ф   | Леді з Шанхаю                   | The Lady from Shanghai                     | режисер, сценарист, продюсер   |
| 1948 | ф   | Макбет                          | Macbeth                                    | режисер, сценарист ,продюсер   |
| 1949 | ф   | Чорна магія                     | Black Magic                                | режисер                        |
| 1949 | ф   | Третя людина                    | The Third Man                              | сценарист                      |
| 1950 | кф  | Легковажний омар                | The Unthinking Lobster                     | режисер, сценарист             |
| 1952 | ф   | Отелло                          | The Tragedy of Othello: The Moor of Venice | режисер, сценарист, продюсер   |
| 1955 | ф   | Три випадки вбивства            | Three Cases of Murder                      | режисер                        |
| 1955 | ф   | Містер Аркадін                  | Mr. Arkadin                                | режисер, сценарист, продюсер   |
| 1955 | с   | Навколо світу з Орсоном Веллсом | Around the World with Orson Welles         | режисер, сценарист             |
| 1955 | с   |                                 | Orson Welles' Sketch Book                  | режисер, сценарист             |
| 1955 | тф  | Репетиція Мобі Діка             | Moby Dick Rehearsed                        | режисер, сценарист             |
| 1956 | тф  | Орсон Веллс і люди              | Orson Welles and People                    | режисер, сценарист, продюсер   |
| 1958 | тф  | Фонтан молоді                   | The Fountain of Youth                      | режисер, сценарист, продюсер   |
| 1958 | док | Орсон Веллс: Портрет Джини      | Orson Welles at Large: Portrait of Gina    | режисер, сценарист             |
| 1958 | ф   | Печать зла                      | Touch of Evil                              | режисер, сценарист             |
| 1960 | ф   | Давид і Голіаф                  | David e Golia                              | режисер                        |
| 1961 | с   | Темп                            | Tempo                                      | режисер, сценарист             |
| 1962 | ф   | Немає виходу                    | No Exit                                    | режисер                        |
| 1962 | ф   | Процес                          | Le procès                                  | режисер, сценарист             |
| 1964 | с   | На землі Дона Кіхота            | Nella terra di Don Chisciotte              | режисер, продюсер              |
| 1965 | кф  | Острів скарбів                  | Treasure Island                            | режисер, сценарист             |
| 1965 | кф  | Острів скарбів                  | La isla del tesoro                         | сценарист                      |
| 1965 | ф   | Опівнічні дзвони                | Campanadas a medianoche                    | режисер, сценарист             |
| 1966 | ф   | Біблія                          | The Bible: In the Beginning...             | сценарист                      |
| 1968 | кф  | Відень                          | Vienna                                     | режисер, сценарист, продюсер   |
| 1968 | тф  | Безсмертна історія              | Histoire immortelle                        | режисер, сценарист             |
| 1969 | тф  | Венеціанський купець            | The Merchant of Venice                     | режисер, сценарист             |
| 1969 | ф   | Південна зірка                  | The Southern Star                          | режисер                        |
| 1970 | ф   | Глибина                         | The Deep                                   | режисер, сценарист, продюсер   |
| 1970 | кф  | Золотий медовий місяць          | The Golden Honeymoon                       | режисер, сценарист, продюсер   |
| 1971 | кф  | Лондон                          | London                                     | режисер, сценарист             |
| 1972 | ф   | Острів скарбів                  | Treasure Island                            | сценарист                      |
| 1973 | док | Фальшивка                       | F for Fake                                 | режисер, сценарист             |
| 1976 | док | NBC: Перші п'ятдесят років      | NBC: The First Fifty Years — A Closer Look | сценарист                      |
| 1978 | док | Знімаючи «Отелло»               | Filming 'Othello'                          | режисер, сценарист             |
| 1979 | тф  | Шоу Орсона Веллса               | The Orson Welles Show                      | режисер                        |
| 1981 | док |                                 | Filming 'The Trial'                        | режисер, продюсер              |
| 1982 | док | Мрійники Орсона Веллса          | Orson Welles' The Dreamers                 | режисер, сценарист, продюсер   |
| 1984 | кф  | Дух Чарльза Ліндберга           | The Spirit of Charles Lindbergh            | режисер, сценарист             |
| 1985 | тф  | Магічне шоу Орсона Веллса       | Orson Welles' Magic Show                   | режисер, сценарист, продюсер   |
| 1992 | ф   | Дон Кіхот Орсона Веллса         | Don Quijote de Orson Welles                | режисер, сценарист             |
| 1993 | док | Все це правда                   | It's All True                              | режисер                        |
| 1997 | кф  | Серця віку                      | The Hearts of Age                          | сценарист (концепція)          |
| 1997 | кф  | Великий приз                    | The Big Brass Ring                         | сценарист                      |
| 1998 | кф  | Шлях у Сантьяго                 | The Way to Santiago                        | сценарист                      |
| 1999 | ф   | Незаперечні докази              | The Big Brass Ring                         | сценарист                      |
| 2000 | кф  | Мобі Дік                        | Moby Dick                                  | режисер, сценарист             |
| 2002 | тф  | Чудові Емберсони                | The Magnificent Ambersons                  | сценарист                      |
| 2007 | ф   | Попутник: Дорога смерті         | The Hitchhiker                             | сценарист                      |
| 2008 | кф  |                                 | F for favor                                | сценарист                      |